# 卡洛·佩雷蒂
卡洛·佩雷蒂（義大利語：Carlo Peretti，1930年3月5日—2018年6月1日），意大利前男子水球运动员。他曾代表意大利国家队参加1952年夏季奥林匹克运动会水球比赛，结果获得铜牌。